# UGC 93
UGC 93 es una galaxia espiral localizada en la constelación de Andrómeda.